# Pašino Polje
Pašino Polje este un sat din comuna Žabljak, Muntenegru. Conform datelor de la recensământul din 2003, localitatea are 34 de locuitori (la recensământul din 1991 erau 58 de locuitori).

## Demografie
În satul Pašino Polje locuiesc 33 de persoane adulte, iar vârsta medie a populației este de 49,1 de ani (47,0 la bărbați și 52,2 la femei). În localitate sunt 11 gospodării, iar numărul mediu de membri în gospodărie este de 3,09.
Populația localității este foarte eterogenă.
|  |

| Demografie | Demografie | Demografie |
| An         | Locuitori  | Locuitori  |
| ---------- | ---------- | ---------- |
|            |            |            |
|            |            |            |
|            |            |            |
|            |            |            |
| 1948       | 91         |            |
| 1953       | 111        |            |
| 1961       | 97         |            |
| 1971       | 95         |            |
| 1981       | 79         |            |
| 1991       | 58         | 58         |
| 2003       | 34         | 34         |

| \| Componența etnică conform recensământului din 2003[2] \| Componența etnică conform recensământului din 2003[2] \| Componența etnică conform recensământului din 2003[2] \| Componența etnică conform recensământului din 2003[2] \| Componența etnică conform recensământului din 2003[2] \| \| ----------------------------------------------------- \| ----------------------------------------------------- \| ----------------------------------------------------- \| ----------------------------------------------------- \| ----------------------------------------------------- \| \| \| \| \| \| \| \| Muntenegreni \| Muntenegreni \| \| 22 \| 64,7% \| \| Sârbi \| Sârbi \| \| 12 \| 35,29% \| \| necunoscută \| necunoscută \| \| 0 \| 0% \| |              |  |    |        |
| Componența etnică conform recensământului din 2003 |              |  |    |        |
| |              |  |    |        |
| Muntenegreni | Muntenegreni |  | 22 | 64,7%  |
| Sârbi | Sârbi        |  | 12 | 35,29% |
| necunoscută | necunoscută  |  | 0  | 0%     |